# Schönbrunn (Wunsiedel)
Schönbrunn ist ein Gemeindeteil der Kreisstadt Wunsiedel im Landkreis Wunsiedel im Fichtelgebirge (Oberfranken,  Bayern). Das Pfarrdorf hat zusammen mit dem Gemeindeteil Furthammer ca. 1400 Einwohner. 

## Geschichte
Gegründet wurde es um 1200, zunächst als kleine Ansiedlung um die Burg, heute Burgstall. Ältestes noch erhaltenes Bauwerk ist die Kirche St. Peter, deren älteste Teile auf ca. 1200 zu datieren sind. Schönbrunn hat einige kleinere Unternehmen sowie mehrere Handwerksbetriebe. Die Anzahl der landwirtschaftlichen Höfe liegt deutlich unter zehn. Am 1. Januar 1975 wurde die Gemeinde Schönbrunn in die Kreisstadt Wunsiedel eingegliedert. Im Jahr 2006 wurde das Dorf Sieger im Bezirksentscheid des Wettbewerbs Unser Dorf hat Zukunft – Unser Dorf soll schöner werden. 2007 gewann es im gleichen Wettbewerb Gold auf Landesebene und eine Silbermedaille auf Bundesebene. Schönbrunn lag an der Bahnstrecke Holenbrunn–Leupoldsdorf; die Strecke wurde 1993/1994 stillgelegt und wird zu einem Teil für den Brückenradweg Bayern-Böhmen genutzt.

## Freiwillige Feuerwehr
Die erste urkundliche Erwähnung der Freiwilligen Feuerwehr Schönbrunn war im Jahr 1868. Verzeichnet ist die Anschaffung einer Druckspritze für 375 Mark. 1877 wird als offizielles Gründungsjahr der Feuerwehr in verschiedenen Quellen angegeben. Gegliedert war die Feuerwehr in Vorstandschaft (Hauptmann, Adjutant, Vorstand und Kassier), Steigermannschaft mit Zugführer, Spritzenmannschaft des Spritzenhauses, Ordnungsmannschaft, Feuerboten, Hornisten, Sanitäter und zahlende Mitglieder. Die Feuerwehr gehört zum Inspektionsbereich 4 des Landkreises Wunsiedel im Fichtelgebirge und ist Mitglied im Kreisfeuerwehrverband. Als Fahrzeuge stehen der Feuerwehr aktuell (2010) ein LF 8/6 (Löschgruppenfahrzeug) sowie ein Mehrzweckfahrzeug zur Verfügung.

## Baudenkmäler
In der Liste der Baudenkmäler in Wunsiedel sind für Schönbrunn zehn Baudenkmäler aufgeführt.